# Schizoporaceae
Schizoporaceae es una familia de hongos del orden Hymenochaetales. Estos hongos son saprofitos y causan pudriciones blancas de la madera en pie y caída de árboles coníferos y frondosos. Según una estimación de 2008, la familia contiene 14 géneros y 109 especies.

## Géneros
Contiene los siguientes géneros: 
- Alutaceodontia
- Basidioradulum
- Echinodia
- Echinoporia
- Fibrodontia
- Lagarobasidium
- Leucophellinus
- Kneiffiella
- Odontiopsis
- Palifer
- Paratrichaptum
- Poriodontia
- Rogersella
- Schizopora
- Xylodon